# 歯車車
歯車車（はぐるましゃ）は、かつて日本国有鉄道（国鉄）の前身である鉄道院・鉄道省等に在籍した事業用貨車（歯車付緩急車）である。信越本線横川 - 軽井沢間（碓氷峠・横軽）のアプト式区間で使用された。

## 概要
1896年（明治29年）、信越本線の輸送力増強に伴って機関車のみでは不足するブレーキ力を補うため、二軸有蓋車の改造や新製によって製作されたラックレール区間専用の緩急車である。1909年（明治42年）までに3形式15両が製作された。
種車の一軸はそのままとし、撤去した一軸の部分に2軸の台枠を設けて三軸とし、その2軸の間にラックレールと噛み合う小歯車（ピニオン）を設置した。ブレーキ装置は、通常車輪に作用する手ブレーキと歯車軸に設けられた円筒に作用するドラムブレーキ、さらに非常用として歯車に直接作用するバンドブレーキが設けられた。車内には粘着力を増すため死重が積まれるとともに、ブレーキ装置を冷やすための散水用水タンクが設置された。主に機関車次位に連結して使用され、峠を下る際には必ず制動手が乗務した。
当初の記号は「ピブ」と称したが、1911年（明治44年）の鉄道院車両称号規程制定時には「ピフ」となった。記号の「ピ」は、英語で歯車を表すピニオン(pinion)から採られている。
その後、多客期に旅客を乗せるため、側面に窓と扉、車内に座席、屋根には油灯入れが設けられた。横軽区間の電化により、電気機関車牽引となって暖房用蒸気の供給源が失われるため、1921年（大正10年）から1922年（大正11年）にかけて7両に対し、車内の空きスペースに蒸気供給用ボイラーが設置された。
1928年（昭和3年）に実施された車両称号規程改正時には、記号は「ピ」に改められ、2形式に統合されたが、暖房用ボイラーを設置した車両の区別はされなかった。
この頃になると、空気ブレーキといった貫通ブレーキを備えた車両も多くなったため不要となり、1931年（昭和6年）10月15日から本車種の使用が停止され、ボイラー非搭載車は廃車となった。暖房用ボイラーを設置していた車両は、歯車装置を撤去して暖房車（客車）に類別変更され、さらに翌1932年（昭和7年）には3軸から2軸に改造された。1937年（昭和12年）には、仙山線の作並 - 山寺間開業に伴って、2両が作並機関区に転属している。
戦後は、車齢60年を超えて老朽化が目立つようになったため、1958年（昭和33年）に歯車車由来の暖房車はヌ200形に置き換えられて全廃された。

## 形式
前述のように、歯車車としては15両が存在した。概要は次のとおりである。

### 鉄道作業局ピブ1形→鉄道院ピフ140形→鉄道省ピ1形
1896年（明治28年）、鉄道作業局新橋工場において4両が製作され、その後2両が追加された。種車は、トレビシック略図のBH形有蓋車である。1902年（明治35年）の改番によりピブ1形（ピブ1 - ピブ6）となり、1911年（明治44年）の改番ではピフ140形（ピフ140 - ピフ145）となった。1921年（大正10年）から翌年にかけて、5両（ピフ140 - ピフ142, ピフ144, ピフ145）に暖房用ボイラーが設置された。1928年（昭和3年）の改番では番号順にピ1形（ピ1 - ピ6）とされたが、ボイラー非搭載車との区別はされなかった。
1931年（昭和6年）の歯車車運用停止後は、ボイラー搭載車は歯車装置を撤去して客車のヌ9050形（ヌ9050 - ヌ9054）に改造され、非搭載のピ4は1932年（昭和7年）12月8日に廃車となった。暖房車となった5両についても、1932年（昭和7年）12月に大宮工場で二軸車に改造され、ヌ6000形（ヌ6000 - ヌ6004）に改称された。1953年（昭和28年）の改番では、ヌ600形（ヌ600 - ヌ604）となったが、老朽化のため、1958年（昭和33年）5月30日付けで全車廃車となった。

### 鉄道作業局ピブ2形→鉄道院ピフ146形→鉄道省ピ1形
1898年（明治31年）度に、鉄道作業局新橋工場で5両が新製された歯車車で、1902年（明治35年）の改番ではピブ2形（ピブ7 - ピブ11）とされた。形態は、ピブ1形とほぼ同様であった。1911年（明治44年）の改番では、ピフ146形（ピフ146 - ピフ150）となり、1921年（大正10年）から1922年（大正11年）にかけてピフ146, ピフ147の2両は車内に暖房用ボイラーを設置した。1928年（昭和3年）の改番では、ピフ140形とともにピ1形に統合され、ピ7 - ピ11となった。
以後の変遷は他のピ1形と同様で、1931年（昭和6年）の歯車車連結廃止に際しては、ボイラーを搭載するピ7, ピ8の2両は暖房車に改造されてヌ9050形（ヌ9055, 9056）となり、残りの3両（ピ9 - ピ11）は1932年（昭和7年）12月8日に廃車となった。その後、1932年（昭和7年）12月に大宮工場での二軸車化によってヌ6000形（ヌ6005, ヌ6006）となり、1947年（昭和22年）2月にヌ6006が廃車され、残ったヌ6005は1953年にヌ600形（ヌ605）に改称され、他の車両と同じく1958年（昭和33年）5月30日付で廃車となった。

### 鉄道作業局ピブ3形→鉄道院ピフ151形→鉄道省ピ30形
1909年（明治42年）度に、鉄道作業局長野工場で4両が改造製作されたものである。種車は、ワ11形（ワ584, ワ590, ワ628, ワ629）で、車内には当初から座席や窓、油灯入れが装備されていた。1902年の改番ではピブ3形（ピブ12 - ピブ15）となり、1911年（明治44年）の改番ではピフ151形（ピフ151 - ピフ154）とされた。本形式には暖房用ボイラーの搭載は行われず、1928年（昭和3年）の改番ではピ30形（ピ30 - ピ33）に改められた。
1931年（昭和6年）の歯車車連結廃止後の1932年（昭和7年）12月8日に全車廃車となった。